# Slottet vid Vist
Slottet vid Vist i Västergötland var en försvarsborg placerad vid Ätran strax norr om Bogesund (det nuvarande Ulricehamn). Borgen, en så kallad näsborg, låg på en utskjutande udde med Ätran på tre sidor och en vallgrav mot landsidan. Dess ursprung är okänt, men troligtvis uppförd under 1300-talet. 
Borgen anses uteslutande tillkommit för försvarsändamål. Dess anläggning är liknande Kinnaborg, men betydligt primitivare. Rester av förkolnade stockar påträffades vid den undersökning som gjorts på platsen. Även en  av hällar uppbyggd spis, rester av ben, med mera. Förmodligen har alla byggnaderna varit uppförda i trä då inga fynd gjorts av murar. 
Terrängen har bidragit till att platsen blivit en effektiv försvarsanläggning trots sin primitiva bebyggelse. Borgen har säkerligen inte utgjort något mera permanent boende.